# Milch und Schokolade
Milch und Schokolade ist ein französischer Liebesfilm von Coline Serreau aus dem Jahr 1989.

## Handlung
Romuald Blindet ist Vorstand des Joghurtherstellers Blanlait. Er lebt mit seinen beiden Kindern und seiner Frau Françoise in wohlhabenden Verhältnissen, leistet sich eine Haushaltshilfe und in seiner Sekretärin Nicole eine Geliebte, und plant, mit der Firma zu expandieren. Er will nicht nur die Höhe der stündlichen Joghurt-Produktion im Werk in St. Symphorien drastisch vergrößern, sondern gleichzeitig seinen größten Konkurrenten, die Firma Vachelle, übernehmen. Um seine Ziele zu erreichen, ernennt er seinen Vertrauten Paulin, der wiederum heimlich ein Verhältnis mit Romualds Frau hat, zu seiner rechten Hand – sehr zum Unmut seiner langjährigen Mitarbeiter Blache und Cloquet, die sich nun an ihm rächen. Um eine Steigerung von 200.000 Joghurtbechern auf 250.000 pro Stunde zu erreichen, muss Paulin Zeit sparen. Cloquet rät ihm, auf die zeitraubenden Qualitäts- und Hygieneuntersuchungen der Milch zu verzichten und die Bottiche, in denen die Milch gelagert wird, nicht täglich reinigen zu lassen, was stets mehrere Stunden in Anspruch nahm. Paulin, der sowieso nicht weiß, wie er die Mehrproduktion an Bechern schaffen soll, lässt sich darauf ein. Gleichzeitig mit Paulins Anweisung, keine Milchproben mehr zu untersuchen, lässt Cloquet durch einen Mittelsmann Kolibakterien in einen Bottich geben. Einige Zeit später werden 45 Personen mit Lebensmittelvergiftungen ins Krankenhaus gebracht. Blache hat unterdessen Nicole angewiesen, kurz vor Bekanntwerden des Übernahmeangebots für Vachelle Aktien der Firma zu kaufen. Später kauft sie stattdessen Blanlait-Aktien, als deutlich wird, dass die durch den Lebensmittelskandal angeschlagene Firma in Kürze von Vachelle geschluckt werden wird. Blache wiederum meldet Nicoles Käufe an die Polizei und lässt sie von den Behörden festnehmen, als sie den Verkaufserlös zu Blache bringen will. Wie er ihr vorher eingeschärft hat, behauptet sie nun, sie habe die Käufe auf Romualds Anweisung hin getätigt. Romuald wird von Blache manipuliert und glaubt nun, Paulin habe die Firma verraten. Er entlässt Paulin.
Während all der Ereignisse hat die schwarze Putzfrau Juliette Bonaventure unbemerkt im Hintergrund gearbeitet. Sie hat still die Papierkörbe geleert, während Blache und Cloquet scheinbar ungestört telefonierten, und auch einen Notizzettel abgefangen, auf dem sich Cloquet die gefährlichen Kolibakterien als Gedankenstütze notierte. Als Romuald gerade Paulin entlässt, kommt Juliette dazu. Sie rät Romuald, lieber Cloquet zu misstrauen. Er solle ihn, der angeblich auf Dienstreise in der Provinz ist, in Paris anrufen und ihm mitteilen, dass alles herausgekommen sei. Nur kurze Zeit später werde Cloquet in seinem Büro erscheinen. Gleichzeitig macht Juliette Romuald klar, dass auch seine Frau nicht zu Hause ist, wie er annimmt. Zwar wimmelt Romuald sie ab, ruft dann jedoch Cloquet an, der kurz darauf tatsächlich erscheint. Zu Hause wiederum ist Françoise nicht zu finden und Romuald erkennt, dass Juliette recht hatte, zumal er in einer Jacke eine auf blauem Papier verfasste Liebesbotschaft für seine Frau findet. Bei der Aufsichtsratssitzung wiederum wird Romuald abgesetzt. Blache wird als sein Nachfolger eingesetzt, während Cloquet Paulins Posten übernimmt. Ratlos sucht Romuald Juliette auf und kommt bei ihr unter. Während sie sich um ihren großen Haushalt und die fünf Kinder von fünf Vätern kümmert, grübelt Romuald über die Dinge nach, die sich hinter seinem Rücken in der Firma abgespielt haben könnten. Juliette berichtet ihm, was sie gesehen hat. Er erkennt, dass Nicole die Aktien im Auftrag Blaches gekauft hat und dieser mit ihr einen Vertrag über die Rückgabe des Geldes nach erfolgtem Coup abgeschlossen haben muss. Tatsächlich gelingt es Juliette, dieses Dokument zu finden. Sie selbst spielt schließlich Blache gegen Cloquet aus.
Neben ihrer Arbeit für Romuald bewältigt Juliette ihren Alltag. Es steht der Tag der Väter an, ein gemeinschaftliches Fest für alle fünf Väter der fünf Kinder, an dem alle ihren Geburtstag feiern und Geschenke bekommen. Aimés Vater erscheint nicht und Juliette ist wütend, hat der 17-jährige Junge doch gerade jetzt einen Vater nötig. Romuald springt ein und schenkt ihm einen Walkman. Durch Juliettes Einsatz werden die Machenschaften von Blache und Cloquet aufgedeckt und Romuald ist rehabilitiert. Er kehrt in die Firma und damit auch in seinen Alltag zurück und zieht bei Juliette aus. Die hat bald große Probleme: Bei Aimé wurde Kokain gefunden und er wird verhaftet. Sie hofft, dass Romuald einen guten Anwalt und die Kaution bezahlen kann, doch gibt dessen neue Sekretärin ihre Bitte nicht an Romuald weiter, der gerade zu Verhandlungen in die USA gereist ist. Juliette glaubt, dass Romuald plötzlich das Schicksal ihrer Familie egal ist, und ist tief enttäuscht. Aimé wird ein Pflichtverteidiger gestellt und er selbst zur Höchststrafe von 1,5 Jahren Gefängnis verurteilt. Einige Zeit später ist Romuald zurück in Paris und trifft eines Abends Juliette wieder. Sie berichtet ihm von der Haftstrafe Aimés und er ist irritiert, dass er nichts davon wusste. Am Abend erkennt er an Paulins blauem Notizbuch wiederum, dass er der Geliebte seiner Frau ist. Er eilt ins Büro zurück, wo er Juliette weinend antrifft. Er tröstet sie und beide schlafen miteinander. Am nächsten Tag zieht Romuald ins Hotel und lässt sich kurzerhand von seiner Frau scheiden. Er macht Juliette einen Heiratsantrag. Sie weist ihn jedoch ab, sehe er alle Menschen doch nur als seine Untergebenen und habe sich auch in ihrer Wohnung wie ihr Chef verhalten. Romuald beginnt, sich zu ändern. Er entlässt seine Sekretärin, lässt Juliette mit seinem Wagen auf Arbeit bringen und kauft ihr eine Spül- und Waschmaschine. Heimlich bringt er die Kinder in seinem Wagen in die Schule und hinterlässt Juliette im Büro riesige Blumenpräsente. Zudem kauft er ein neues Haus, in dem er mit Juliette und den Kindern wohnen will. Eines Tages wartet er nach Arbeit auf sie und gesteht ihr erneut seine Liebe und alle Dinge, die er an ihr und ihrer Familie mag. Juliette erkennt seine wahre Zuneigung und weist ihn nicht mehr ab. Sie diskutieren ihre zukünftige Ehe und einigen sich auf Rahmenpunkte, so will Juliette die Wohnung behalten und weiterhin als Putzfrau arbeiten, während sie dennoch Romualds rechte Hand werden wird und mit ihm und den Kindern in die Villa zieht. Die Familie kommt mit Romualds Kindern zusammen und schließlich findet die Hochzeit statt, an der auch alle fünf Ex-Männer Juliettes sowie Romualds Ex-Frau Françoise teilnehmen. Wenig später ziehen Romuald und Juliette mit ihren Kindern in die neue Villa um. Romuald erfährt, dass Juliette schwanger ist. Später sieht man sie mit der ebenfalls schwangeren Françoise und deren Ehemann Paulin als glückliche Großfamilie im Garten der Villa.

## Produktion
Milch und Schokolade wurde unter anderem in Paris gedreht. Der Film kam am 22. März 1989 in die französischen Kinos, wo ihn 856.964 Besucher sahen. Er lief am 1. Juni 1989 in den deutschen Kinos an und erschien am 16. November 1989 auch auf Video.
Es war das Filmdebüt von Firmine Richard und José Garcia, der in einer kleinen Rolle als Fahrstuhlreparateur zu sehen ist.

## Synchronisation
| Rolle    | Darsteller      | Synchronsprecher |
| -------- | --------------- | ---------------- |
| Romuald  | Daniel Auteuil  | Rüdiger Bahr     |
| Juliette | Firmine Richard | Rita Engelmann   |
| Blache   | Pierre Vernier  | Horst Raspe      |

## Kritik
Der film-dienst schrieb, dass „der schöne Traum von einer Liebe über alle Klassen- und Rassenschranken hinweg … mit Witz und Turbulenz“ beginnt, jedoch „in flachem Familienkitsch“ endet. „Echt süß, fast wie eine Tafel Schokolade“, befand Cinema. „Ungeduldig und mit geradezu unerbittlicher Penetranz stampft dieser Film durch alle Untiefen einer Business-Satire, bis er sich endlich, im letzten Drittel, ins Märchenhafte emporschwingt“, schrieb Urs Jenny im Spiegel.

## Auszeichnungen
Milch und Schokolade war 1991 für einen BAFTA als Bester nicht-englischsprachiger Film nominiert.